# Nueva Creación Cotoca
Nueva Creación Cotoca (auch: Nueve Creación de Cotoca) ist eine Ortschaft im Departamento Beni im Tiefland des südamerikanischen Andenstaates Bolivien.

## Lage im Nahraum
Nueva Creación Cotoca liegt in der Provinz Marbán und ist die elftgrößte Ortschaft des Cantón San Andrés im Municipio San Andrés. Die Ortschaft liegt drei Kilometer nördlich des Arroyo Caimanes, der hier in westlicher Richtung fließt; und sie ist Sitz der Bildungseinrichtung „Unidad Educativa Nueva Cotoca“.

## Geographie
Nueva Creación Cotoca liegt im östlichen Teil des bolivianischen Tieflandes, die Region hat ganzjährig ein tropisch heißes und feuchtes Klima.
Die Jahresdurchschnittstemperatur beträgt 26 °C (siehe Klimadiagramm Trinidad), wobei sich die monatlichen Durchschnittstemperaturen zwischen Juni/Juli mit gut 23 °C und Oktober/Dezember von knapp 28 °C nur wenig unterscheiden. Der Jahresniederschlag beträgt fast 2000 mm und liegt somit mehr als doppelt so hoch wie die Niederschläge in Mitteleuropa. Höchstwerten von etwa 300 mm in den Monaten Dezember bis Februar stehen Niedrigwerte von etwa 50 mm im Juli/August gegenüber.

## Verkehrsnetz
Nueva Creación Cotoca liegt in einer Entfernung von 112 Straßenkilometern südöstlich von Trinidad, der Hauptstadt des Departamentos, dreißig Kilometer westlich der Grenze zum Departamento Santa Cruz.
Puente Caimanes liegt an der 1631 Kilometer langen Nationalstraße Ruta 9, die das bolivianische Tiefland von San José de Pocitos im Süden mit Guayaramerín im Norden verbindet. Die Ruta 9 ist nur von Pocitos über Santa Cruz und Nueva Creación Cotoca bis Puente San Pablo und weiter bis Trinidad asphaltiert, der weitere Verlauf der Straße ist unbefestigt.

## Bevölkerung
Die Einwohnerzahl der Ortschaft ist in dem Jahrzehnt zwischen den beiden letzten Volkszählungen leicht zurückgegangen:
| Jahr | Einwohner         | Quelle       |
| ---- | ----------------- | ------------ |
| 1992 | keine Detaildaten | Volkszählung |
| 2001 | 244               | Volkszählung |
| 2012 | 221               | Volkszählung |
| 2024 |                   | Volkszählung |